# جو بوث
جو بوث (انگلیسی: Joe Booth؛ 1871 – ۱۹۳۱ (۵۹−۶۰ سال)) بازیکن فوتبال بود. از باشگاه‌هایی که در آن بازی کرده‌است می‌توان به باشگاه فوتبال بری اشاره کرد.